# Lybiď (řeka)
Lybiď (ukrajinsky Либідь, rusky Лыбедь, Lyběď) je řeka v Kyjevě, která je levým přítokem Dněpru. Délka toku je 17,1 km. Plocha povodí měří 66,2 km².

## Původ názvu
Existuje názor, že řeka Lybiď dostala své jméno od sestry legendárních zakladatelů Kyjeva.

## Průběh toku
Starověké mapy, umístění kolektorů dešťové kanalizace a analýza topografie oblasti dávají důvod se domnívat, že Lybid začíná v oblasti křižovatky ulic Svitlodarska a Volnovaska. Zde řeka přijímá přítok z ulice Kablukova. Lybid v prvních kilometrech své délky teče v podzemním kanálu: nejprve pod Bulvárem Václava Havla a poté pod prospektem Lubomíra Huzara. V této podzemní oblasti přijímá několik přítoků. Jeden z nich se jmenuje Vidranyj, Tato řeka pramení v stejnojmenném parku, ve kterém je vytvořen podlouhlý rybník. Vedle byl instalován kamenný blok, na kterém je vytesáno, že zde pochází jeden z pramenů Lybidi. Lybiď se na povrch poprvé objevuje poblíž ulice Zaliznyčna.
Dále Lybid teče převážně v betonovém korytě. Poté řeka zase vede v kanálu pod Lysou horou. Kanál je dlouhý dva kilometry a byl postaven v 80. letech 20. století. Lybiď se dostává zpátky na povrch, kdy teče ve svém přirozeném toku. V okolí Telyčky Lybiď znovu teče v betonovém korytu až do svého ústí do Dněpru.

### Větší přítoky
- levé – Šuljavka, Kadetskyj Haj, Jamka

- pravé  – Vidranyj, Mokra, Protasiv Jar, Sovka

## Galerie
- Ustí Lybiďu do Dněpru
- Místo kde se řeka Mokra vlévá do Lybiďu
- Vesnice Nyžňa Lybiď, 1854
- Lybiď na počátku 20. století
- Ústí potoka Protasiv Jar do Lybiďu